# Erica eugenia
Erica eugenia là một loài nhện trong họ Salticidae.
Loài này thuộc chi Erica. Erica eugenia được Elizabeth Maria Gifford Peckham & George William Peckham miêu tả năm 1892.